# Светски дан ромског језика
Светски дан ромског језика обележава се 5. новембра. Установио га је Унеско 2015. године у Паризу, на предлог удружења „Kали Сара” из Загреба. Тога дан се додељују награде „Ференц Стојка” и „Шаип Јусуф” за научноистраживачка достигнућа у области ромског језика.
Први пут је обележен  5. новембра 2009. године у Загребу на иницијативу Удружења за промоцију ромског образовања у Републици Хрватској „Kали Сара”. Kао датум обележавања изабран је 5. новембар у част на дан на који је 2008. године објављен први Ромско–хрватски и хрватско–ромски речник аутора Вељка Kајтазија.
Ромски језик спада у индо-аријску групу индоевропских језика. Ромски народ у свету говори језичним дијасистемом који чини 60-ак дијалеката, често потпуно различитих. Због чињенице да је ромски језик нестандардизован и да његова дијалектичка фрагментација спречава виши ниво друштвено-језичке интеграције и повезаности ромских заједница, може се говорити и о угрожености ромског језика. Најчешће, ромске заједнице говоре помешаним језиком који је настао на основу околних говора са вокабуларом задржаним из ромског језика. У Србији најчешћи дијалекти су гурбетски, арлијски и тамарски.